# Arnager
Arnager is een klein vissersdorpje aan de zuidkust van het eiland Bornholm in de Deense regio Hovedstaden. Het dorpje heeft circa 151 inwoners; de prognoses voor het tijdvak van 2009 tot 2020 laten een ongewijzigd beeld zien. Arnager ligt circa acht km ten zuidoosten van Rønne en circa drie km ten zuidoosten van Bornholms Lufthavn. Dat vliegveld is de reden dat de gemeente heeft bepaald dat bij vestiging van nieuwe bedrijven, het geluidsniveau daarvan de 55 dB niet mag overschrijden om verdere geluidshinder te voorkomen.
Arnager heeft een haven die via Noord-Europa's langste houten loopbrug verbonden is met de kust. Er zijn vijf vissersschepen die Arnager als thuishaven hebben. De omgeving van het dorp bestaat uit 15 meter breed strand, zee, heuvels, bos en moeras.
De eerste maal dat Arnager werd beschreven in een schriftelijke bron, was volgens "Bornholms Stednavne" op 14 juni 1552 als Arenack.

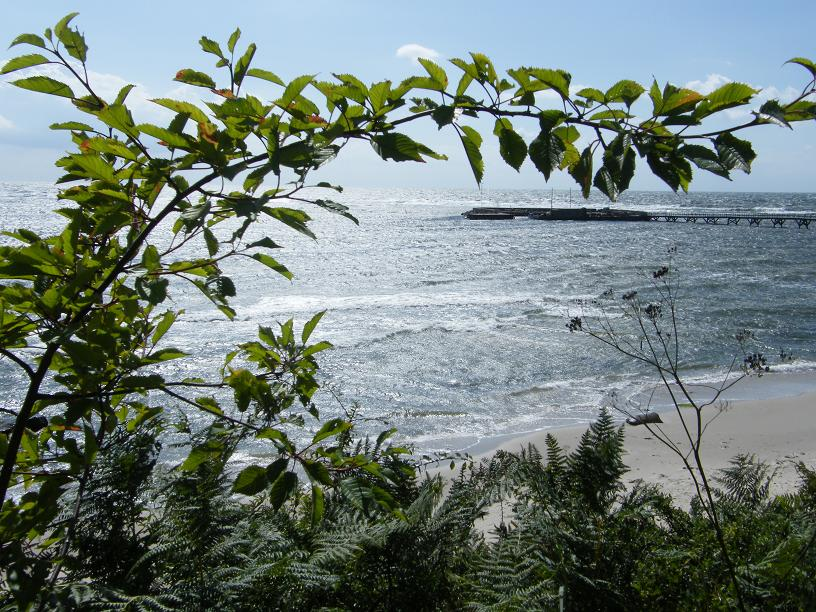
De haven van Arnager op Bornholm.

## Grafkamer
In 1937 werd er bij een megaliet een Jættestue (grafkamer) uitgegraven door archeoloog P. V. Glob en restauratie-expert Julius Raklev. Het Deens nationaal museum en het lokale museum in Rønne vermoedden dat het hier om een dolm ging. Als dat zo was, zou dat de enige stenen dolm zijn van het eiland Bornholm uit de jonge steentijd. Bij de uitgraving werden onder andere vijftien mensenschedels gevonden alsook andere voorwerpen. Deze bleken uit een veel jongere periode te stammen. Van dit soort dolmen zijn er meerdere op het eiland te vinden. Reeds in 1885 tekende A. P. Madsen, tekenaar van het Deense Nationaal Museum, een overzicht van deze grafkamer.
Steden: Aakirkeby · Allinge-Sandvig · Hasle · Nexø · Rønne

Dorpen: Aarsdale · Balka · Gudhjem · Klemensker · Listed · Lobbæk · Nyker · Nylars · Østerlars · Østemarie · Pedersker · Snogebæk · Sorthat-Muleby · Svaneke · Tejn · Vestermarie

Buurtschappen: Arnager · Årsballe · Boderne · Bodilsker · Bølshavn · Dueodde · Helligpeder · Ibsker · Knudsker · Melsted · Olsker · Poulsker · Rø · Rutsker · Sandkås · Smørenge · Stenseby · Teglkås · Vang

Omgeving op en nabij Bornholm: Almindingen · Christiansø · Døndalen · Ekkodalen · Ertholmene · Frederiksø · Gryet · Hammeren · Paradisbakkerne · Rytterknægten · Stammershalle · Troldeskoven